# HK MK23

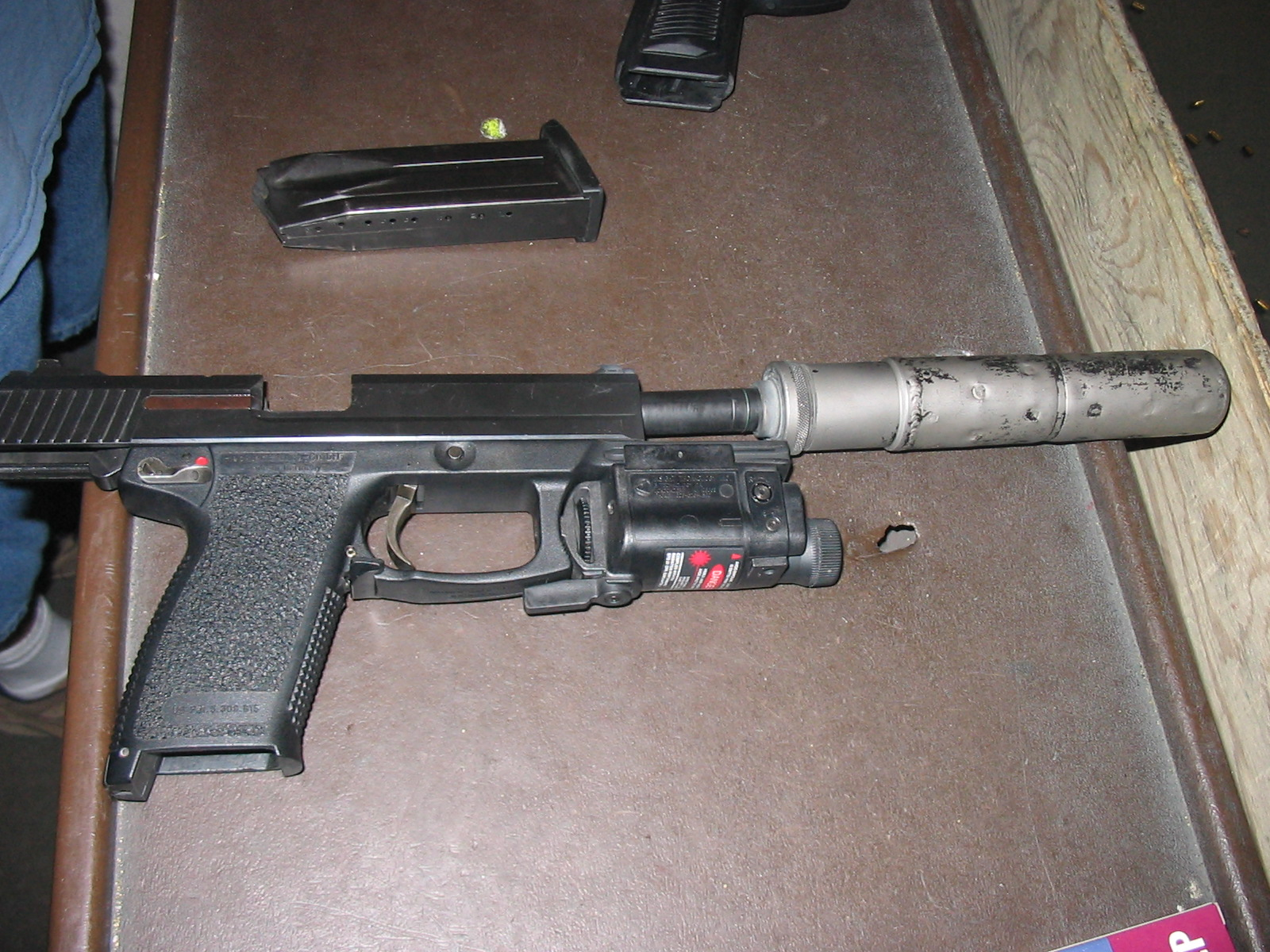
HK MK23

Le MK23 Mod 0 est un  pistolet semi-automatique conçu par la firme allemande Heckler & Koch et créé sur commande de l'United States Special Operations Command (USSOCOM). Il servit de base pour le HK USP.

## Présentation
Cette arme est conçue pour être très précise, et pour une résistance de fonctionnement dans les environnements hostiles (eau, salinité, boue, poussière, température). Elle dispose d'un filetage en bout de canon permettant la mise en place d'un silencieux. Un rail sous le canon et devant le pontet permet la fixation d'un système de visée laser LAM (Laser Aiming Module). Ce pistolet n'existe qu'en calibre .45 ACP. Composée d'une carcasse en polymère et d'une culasse en acier, cette arme est gravée de la mention USSOCOM, lorsqu'elle est livrée à l'armée.